# 中ソ紛争
1929年の中ソ紛争（ちゅうそふんそう、中国語: 中東路事件、ロシア語: Конфликт на Китайско-Восточной железной дороге（中国東方鉄道紛争）、あるいは、Дальневосточный конфликт（極東紛争））は、中東鉄道を巡りソビエト連邦と中華民国の間で起こった軍事衝突である。中東路事件、奉ソ戦争とも呼ばれる。北伐を終えて統一された中国にとって外国との初めての交戦であった。紛争の発端は、中ソの共同管理下に置かれていた中東鉄道の利権を、中国が実力で回収しようとしたことにある。ソ連は自衛を理由に軍を満洲国境地帯に送り込み、張学良軍を粉砕し全ての権益を回復した。その後原状復帰を内容とする停戦協定が結ばれてソ連軍は撤収したが、中国側は協定の無効を主張して再交渉を要求し続けた。

## 背景

### 臨時政府時代
1917年、ロシア革命が起こり、ロシア臨時政府が誕生した。1917年10月にソビエト革命(十月革命)が起こり、次いでロシア内戦が起こると、1917年12月より、中国内ロシア租借地である中東鉄道付属地(ハルピン)において、シベリア臨時政府に従っていた中東鉄道長官ドミトリー・ホルバート中将と中国政府が、ソビエト勢力の取り締まりを始めた。
1919年より、親白系ロシア人の北洋政府安徽派・段祺瑞配下の徐樹錚が外蒙古の統治を行ったが、1920年の安直戦争により安徽派が直隷派に負け、日本軍も極東共和国と緩衝国建設覚書を結んでロシア極東より撤兵したため、赤軍と極東共和国軍によって1921年に外蒙古が赤化した。1922年に張作霖 (奉天派、東三省政府)、段祺瑞 (安徽派)、孫文 (革命政府)の三者は反直三角同盟を結び、第一次奉直戦争を行うが、直隷派に負けてしまう。1924年1月に革命政府は容共を打ち出し、ソビエト連邦の支援の下で国共合作を始めた。

### ソ連による利権の継承
ロシア帝国が清国から獲得した中東鉄道の利権は、1924年5月にソビエト連邦が直隷派の北洋政府とカラハン協定及び中ソ解決懸案大綱協定を結ぶことで、ソビエト連邦に承継されたが、直隷派と対立していた東三省の張作霖政権（奉天派）により抵抗されることとなった。しかし、9月18日の革命政府の北伐宣言により、張作霖政権が関内出兵を決意すると、張作霖政権は妥協した奉ソ協定に調印し、ソ連の利権を認めることとなった。その後、第二次奉直戦争が起き、直隷派が敗北した。
奉ソ協定に定められた管理形態は対等な共同経営が基本で、鉄道経営のトップとして置かれた理事会は中ソから5人ずつの理事で構成され、理事会での完全な平等の確立が謳われていた。従業員の採用も、双方の理事が対等の権利を有するものとなっていた。しかし、白系ロシア人の多い満州において、張作霖政権とソ連の関係は良好ではなく、中東鉄道の運営はしばしば張作霖政権からの抗議を受けることになった。特に、ソ連人で共産党員の中東鉄道管理局長のA・I・イワノフが実権を握り、第九十四号命令などにより、理事会を有名無実にし問題となっていた。
1926年1月には、張作霖が要求した軍隊の無料輸送を巡って対立が表面化し、反対したイワノフ支配人らロシア人幹部が中国官憲に逮捕され、理事の解任や労働組合の解散が行われた。このときソ連政府は、妥協案を提示して外交決着を図った。張作霖は、イワノフの更迭や鉄道の政治利用の禁止などの妥協案を受け入れ、拘束者の解放を行った。
その後、張作霖軍が北京を占領したときにも、1927年4月にソ連大使館の家宅捜索等を行い、ソ連と外交問題を起こした。張作霖の主張は、天津での暴動を計画している中国共産党員が匿われていたというもので、実際に大使館内にいた多数の共産党員が逮捕されたほか、ロシア人19人も逮捕された。多数の機密資料も押収された。この捜索は、外交居住区の管理権者であったデンマーク公使の許可を得て行われたものであった。同年2月には、外交官を移送中のソ連船が拿捕されていた。このときもソ連は最終的に全面衝突を回避した。抗議のうえ大使館を閉鎖したが、各地の領事館はそのまま維持した。
1928年、張作霖爆殺事件が起きると、後継者の張学良は同年12月に易幟して国民政府に帰順した。これにより北伐が完了し、中国全土は一応の統一を見た。国民政府を主導する蔣介石は反共主義であったため、ソ連との対立関係は続いたが、その結果かえってその他の列強と中国の関係は好転し、条約改正による関税自主権の回復などを実現していった。
顧維鈞はその備忘録で、国民党が張学良の力を削減しようとして彼にやらせたことを示唆している。

## 中国による中東鉄道接収

### 電話局の占拠
易幟したのと同じ1928年12月、張学良は中東鉄道の実力行使による回収へと動き始めた。最初のテスト・ケースとして着手したのは、中東鉄道に付属し、同様に中ソの共同管理下にあった電話局の接収だった。12月22日、奉天当局の警察隊が電話局を占拠し、29日には中東鉄道の社旗（北京政府の五条国旗とロシア国旗を組み合わせたもの）を降ろさせて、国民政府の青天白日旗を掲げた。
ソ連政府は、電話局の占拠を協定違反であるとして非難したが、張学良は交渉を拒絶した。そして、中国側は、しかるべきときに中東鉄道の排他的支配を回復するとの声明を発表した。

### ハルビンのソ連総領事館捜索
1929年5月27日、中華民国東三省北部特警管理局はハルビンのソ連総領事館においてコミンテルンの秘密会議が開かれていることを突き止め、同領事館を捜索して中国とソ連の共産党員39人を逮捕した。中国側によれば、この際に押収された文書からいくつかのソ連の陰謀が明らかになった。その中には中東鉄道の職員の構成が中ソで平均されることを妨害し、ソ連人以外の排除と共産党員の補充を命じるモスクワからハルビンへの電文が含まれていた。
中東鉄道の人事問題に関しては、実際、前年の12月にソ連のレフ・カラハン外務人民委員代理が、ソ連共産党の中央委員会に対して人員整理の必要を訴える書簡を送っていた。カラハンによると、中東鉄道の職員は中国側の要求で不必要に増加しており、ポスト確保のため多くの閑職が作られ、大量の補助金が投下されていた。その結果、運賃収入の増加にもかかわらず、経営状態は悪化して、中国銀行からの巨額の借り入れが必要になっていたという。贈収賄・怠慢・強欲・横領が日常茶飯事の「中国風の企業」と化していたと評している。カラハンは合理化策として、支配人の権限を縮小して内部統制を充実させるとともに、公金横領者・収賄者を解雇して、できれば共産党員のソ連側職員と交代させることを提案していた。

### ソ連側職員の追放
7月7日から蔣介石は、張学良及び外交部長の王正廷とこの問題について協議を始めた。7月10日、彼らは、中東鉄道を回収するためソ連人と共産主義者を追放することを決定し、直ちに実行させた。 中東鉄道理事長の呂栄寰は、管理局長のA・I・エムシャノフを罷免して代理局長に中国人副局長の范其采を任命するとともにソ連人の幹部職員59人を免職させ、強制送還を命じた。東北電政監督の蔣斌（しょうひん）は、鉄道専用以外の中東鉄道全線の電信電話施設を回収。特区行政長の張景恵は、ソ連極東貿易局・商船局・商業連合会等の商業機関と各ソ連人従業員組合に解散を命令した。強制送還者以外に140人以上のソ連国民が拘束された。

### 処分を巡る外交交渉
7月13日、ソ連政府は処分の取消しを要求する最後通牒を国民政府へ提示したが、国民政府は騒乱、治安事件の防止のための措置であり純防衛目的のものとしてソ連の要求を拒絶した。そればかりか、1000人以上の中国人移民及び商人がソ連によって不当拘束されているとして、逆にソ連側を非難した。7月18日、ソ連は駐ソ代理大使の夏維崧（かいしゅう）に、国交断絶を通告、同時に外交官・商務人員・中東鉄道社員に帰国命令を出し、中国・ソ連間の鉄道全てを閉鎖するとともに開戦準備として国境へ軍隊を集結させた。
7月19日、 国民政府は、駐ソ大使館・領事館員全員の召還を決定するとともに「国際宣言」を発表し、ハルビン領事館の捜索結果を世界に公開、国内に対してはソ連の陰謀を阻止するため、緊急防衛態勢につくよう指示を出した。
7月下旬には、国境地帯に双方の軍隊が対峙し、軍事的示威活動が展開された。#神経戦で後述するように、7月20日にはソ連軍からの攻撃が始まっていたとも言われる。逆にソ連側も、中国兵のソ連領内への越境など挑発行為があったとして激しく非難し、全ての責任は中国政府が負うものだとの見解を発表した。中国国内では反ソ的世論が高まり、7月下旬から9月にかけて盛んに市民集会が開かれて、ソ連製品のボイコットや拘束者の即時処刑などを求める決議が行われた。決議の中には、日本の介入を警戒して、介入禁止通告を日本に出すよう求めたものも含まれていた。中国政府も、これらの集会に政府関係者を出席させ、航空機から宣伝ビラを配布するなどして世論をあおっていた。
双方の外交部が本国召還されながらも、依然として外交交渉は続けられた。7月22日と29日に、それぞれ蔡運升と張学良から、拘束者の解放と1924年協定の全面見直しを内容とする解決案が提示されたが、ソ連側のカラハンは暴力的な回収を合法化するものだとして拒絶した。8月27日になって、南京政府は、1924年協定を順守したうえで支配人の交代を行う旨の大幅な譲歩をソ連側に告げた。しかし、ソ連側は、支配人の交代は認めないとの強硬な回答を、駐モスクワのドイツ大使ヘルベルト・フォン・ディルクセン（en）を通じて返した。ソ連のヨシフ・スターリンは、すでに8月初旬の段階で軍事侵攻を決心していたからであった。ソ連側が警戒していたのは日本の関東軍の介入であったが、日本が厳正中立の立場をとることが明確になったため、軍事侵攻の選択が決定されていたのであった。

## 軍事衝突

### 神経戦

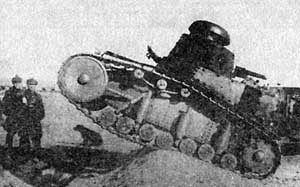
ソ連軍が投入したT-18戦車。

8月6日、ソ連は、中国との戦闘に備えて特別極東軍（司令官：ヴァシーリー・ブリュヘル将軍）を編成した。司令官に選ばれたブリュヘル将軍は、在華ソビエト軍事顧問団長としての経験があり、中国軍の内情を知りつくしていた。ブリヤート人から成る独立騎兵大隊など現地編成の部隊を増設し、総兵力は3万人と称した。主たる戦闘が起きた10月から11月にも大幅な戦力増強が行われている。中国側の観測では、ソ連軍は陸海空軍8万人の大部隊を国境周辺に配置していた。
対する中国側は、張学良が率いる旧奉天派の東北軍は総兵力27万人とされたが、治安維持や満洲南部の防備を考慮すると、そのうちの10万人程度しか対ソ戦には使用できないものと見られた。満洲以外の地域からの増援も期待できなかった。

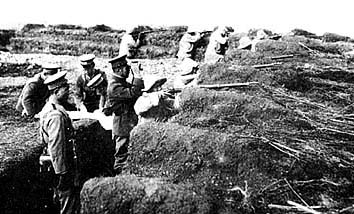
塹壕に展開した中国軍歩兵部隊。

装備の面では質量ともにソ連軍が優位であった。例えば火砲は、ソ連軍が重砲十数門を含む約200門に対して、中国軍は歩兵砲主体の135門で重砲は無かった。機関銃ではソ連軍が重機関銃294丁・軽機関銃268丁に対して、中国軍は重機関銃99丁のみだった。航空機はソ連軍の35機-60機に対して中国軍はわずか5機だった。易幟前の奉天派は1924年までに各種合計45機の軍用機を取得していたが、1929年当時までに機材の老朽化が進んで少数のブレゲー 14程度しか実戦投入できなかった。
7月14日のソ連領事館引揚げ以降、満洲北部の国境線では、軍事演習や軍用機による示威飛行など軍事的示威活動が相次ぎ、神経戦が展開された。満洲里では住民にパニックが起きた。中国側によると、ソ連軍の行動は示威活動にとどまらず、7月20日には中東鉄道の東端の綏芬河方面で砲爆撃（zh:綏芬河戰鬥）、23日には北東辺境の黒龍江・松花江合流点付近で中国船舶の拿捕、26日には中東鉄道の西端の満洲里方面の3方向から砲撃が開始されていたという。その後も、中国側主張によれば、8月4日に松花江東部（zh:東甯縣戰鬥）、8月16日に黒竜江流域（zh:卡倫戰鬥）、8月23日の密山周辺（zh:密山戰鬥）、8月28日から30日（zh:汪清戰鬥）など交戦が続いた。これらは統一後の中国が初めて外国からの武力攻撃を受けるものであり、蔣介石は国民政府主席として全国に徹底抗戦を通電した。逆に、ソ連側も、中国軍及び白系ロシア人部隊が越境略奪や射撃、河川への浮遊機雷の放流を行っているとして非難していた。

### ソ連軍の本格侵攻

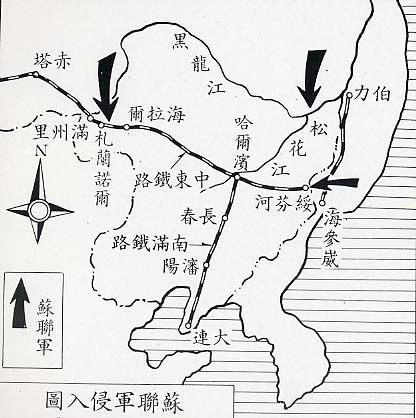
ソ連軍の侵攻経路図。

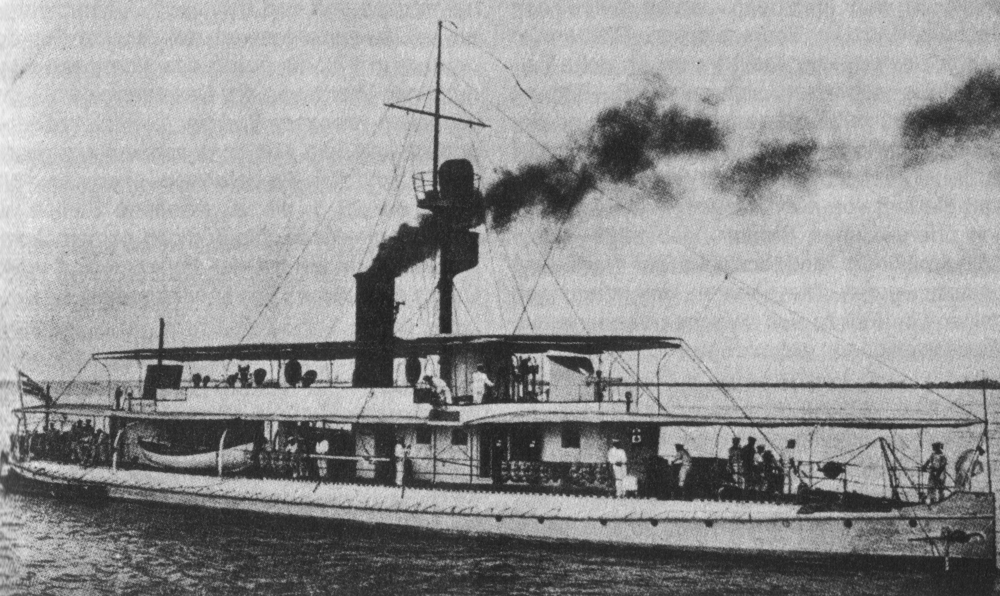
中国江防艦隊に属していた「利綏」（旧ドイツ海軍砲艦「ファーターラント」）のドイツ艦時代の写真。ソ連軍と交戦したが、撃沈は免れた。

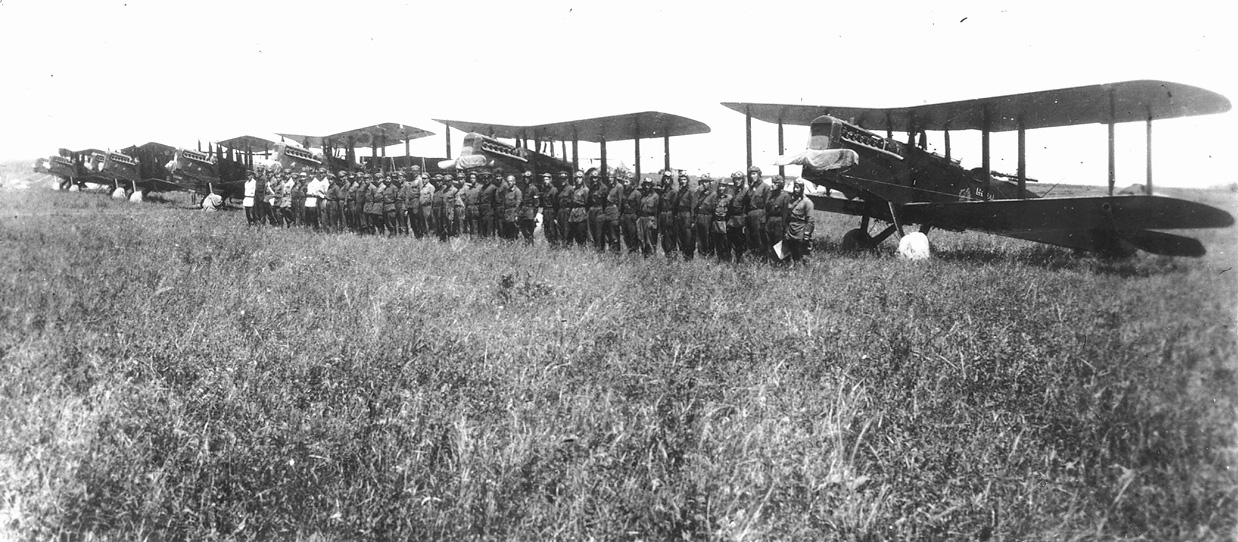
草原に整列するソ連軍のポリカルポフR-1軽爆撃機（エアコーDH.9Aのコピー機, en）。

9月ないし10月には、両軍の本格的な戦闘が開始された。戦闘開始の責任について、中ソ両陣営とも、相手方の宣戦布告なき不当な先制攻撃があったと主張していた。ソ連が自衛を大義名分に攻撃を正当化する手法は、フィンランドとの冬戦争などでも見られたことであるが、今回は実際にも中国側の暴力的な財産侵害が先行していた。
黒龍江・松花江合流地点方面では、中国側によると9月から本格的なソ連軍の攻撃が始まり、9月19日に綏浜、10月12日に黒竜江と松花江合流点の同江、10月31日に富錦を攻略し、松花江沿いの約50キロにわたって侵攻した。うち10月12日の戦闘では、ソ連軍のアムール小艦隊（中国側の観測によると砲艦5隻と武装商船4隻）が航空機の援護を受けて侵攻し、中国の東北海軍江防艦隊（砲艦2隻と武装商船など4隻）と水上戦闘になった（同江の戦いまたは三江口の戦い）。中国艦隊は砲艦「利捷」（旧ドイツ海軍「オッター」, de）や武装商船「江平」「江通」「江安」などを失って壊滅し、艦載砲13門が鹵獲されたほか、ソ連軍上陸部隊との地上戦闘も合わせて死傷250名・捕虜150名、陸上火砲21門鹵獲などの大損害を受けた。中国側の拉哈蘇蘇（ラハスス）要塞は占領された。中国側はソ連艦2隻炎上・1隻撃破と航空機2機撃墜を主張したが、ソ連側の記録によると戦死5名・戦傷24名と軽微な損害であった。10月30日には、富錦攻略に来襲したソ連河川艦隊と中国江防艦隊残党の戦闘も起きており、このときも中国側は砲艦「江享」などを失って敗北した（富錦の戦い）。ソ連側の記録では地上戦とあわせて中国軍の戦死300名、戦傷・捕虜数百名の損害を受けた。ソ連側の損害は、戦死3名と戦傷11名だったとされる。中国側の河川艦隊はほぼ全滅状態となったほか、一連の過程で商船9隻が拿捕された。
主戦場となった満洲里方面では、中国側によると7月26日からソ連軍の砲撃が始まっていた。11月17日夜に、ソ連軍は大規模な進撃を開始した。ソ連軍は戦車・航空機を利用して数度にわたる総攻撃を行い、11月18日までには国境要地である満洲里とダライ・ノール、同月24日（ソ連側によると27日）にはハイラルを攻略した。ダライ・ノール守備を担当した中国軍第17旅（旅は旅団に相当）7千人は、一昼夜の激戦により将兵のほとんどが死傷、旅長の韓光第（かんこうだい）も戦死という大損害を被った。満洲里を守備していた中国軍第15旅もソ連軍に包囲され、旅長の梁忠甲以下の幹部は日本領事館に逃げ込んだ後、ソ連軍に投降した（満洲里の戦い）。ソ連側の記録によると、ダライ・ノールと満洲里の戦闘で中国兵1500人が戦死し、9000人以上が捕虜となったのに対し、ソ連軍の損害は戦死123人と戦傷605人であった。大砲30門・装甲列車2編成などがソ連軍によって鹵獲された。ソ連軍によると27日には、ほとんど無抵抗でハイラルを占領した。博克図に中国軍の残存部隊が発見されると、ハイラルに進出したソ連軍航空部隊が、28日に博克図駅と中国軍部隊に対し爆撃を行った。
綏芬河方面においては、中国側によると7月20日から砲撃と爆撃によりソ連軍が攻撃を開始し、12月までに数度の攻撃を行ったが中国軍の防御にあって侵攻できなかった。これに対し、ソ連側によると、ハンカ湖（興凱湖）方面の中国軍がイマン（現ダリネレチェンスク）へ侵攻したと称し、自衛名目でソ連軍の作戦は実行された。攻撃は沿海州軍団と第1太平洋狙撃師団によって行われた。11月17日に密山の爆撃が開始され、騎兵と歩兵の混成部隊が密山を占領した（zh:東寧戰鬥?）。ソ連側の記録によると中国軍は1500名が死傷し、135名が捕虜となったほか、機関銃6丁・迫撃砲6門・馬200頭・大量の機密書類が鹵獲された。ソ連側の名目である「イマン侵攻に対する自衛」は、でっちあげであったとみられる。
以上の一連の戦闘での中国軍の損害は大きく、一説によると戦死約1690人・戦傷約2210人・捕虜約6900人・行方不明約1800人に上った。ソ連側資料によると捕虜は9500人に達することになる。ソ連軍は、捕虜にした中国兵のうち数百-数千人を河川へ投げ込んで処分したとする説もある。

### 活発化した共産党、反中央運動
ソ連軍の侵攻と示し合わせた中国共産党は、10月末に広東省の海豊・陸豊方面で行動を開始した。毛沢東・朱徳等の率いる共産軍は、広東・福建・江西の省境近辺で暴動を起こし、翌年2月に瑞金で江西ソヴィエトを成立させた。ソ連の協力者である馮玉祥も中央国民政府に対し反旗を翻していたため、国民政府はその討伐作戦も展開しなければならなかった。

## ハバロフスク議定書
軍事的敗北と国内情勢の悪化から、中国は停戦を模索し始めた。当時の駐独大使だった蔣作賓の要請に応えてドイツ政府が調停作業を進め、ベルリンにおいて交渉が行われたが、ソ連は全く譲歩の意志を見せず、斡旋工作は失敗した。11月26日、国民政府は、各国の調査団が現地を訪問して侵略の実態を調査してほしいと訴えた。アメリカのヘンリー・スティムソン国務長官は、これに応えて英仏を勧誘し、12月1日に米・英・仏の3カ国共同声明を発表した。声明の内容は、ソ連の行為を不戦条約違反であると非難するとともに、調停に立つ用意があるとして停戦を要請するものであった。しかし、12月3日、ソ連は、自衛戦争であって不戦条約違反ではなく共同声明は不当な干渉だと回答し、第三者の介入を拒否して直接交渉に応ずるとした。
12月16日からハバロフスクにおいて、中国側代表の蔡運升とソ連外務人民委員会代表A・シマノフスキーによる中ソの直接交渉が行われ、22日にいわゆるハバロフスク議定書（zh）が調印された。その内容は、
1. ソ連理事、管理局長、副管理局長の復職。
2. 衝突期間内の逮捕者の相互釈放。
3. ソ連人職員の免職処分の取消し、停職期間中の給与の支払。
4. 中国官憲の手による白系ロシア人の武装解除と責任者の東三省からの追放。
5. 中ソ双方の領事館と商業機構の再開。

というものであった。
ハバロフスク議定書調印を受けて、12月25日にはソ連軍は撤収を完了した。翌1930年1月10日以降、中東鉄道の運航も次第に回復した。
ところが、国民政府は、ハバロフスク議定書はソ連側の主張を一方的に認めたものとして批准せず、交渉の再開を求めた。新たに中東鉄道理事長の莫徳恵が全権としてモスクワに派遣されたが、ソ連はハバロフスク議定書の有効性を主張し、1930年10月から25回に及んだ会談においても何の成果も得られなかった。この国民政府の行動の背後には、中ソの接近を警戒する列強の支持があったと見られる。中ソ間の中東鉄道交渉は、満洲事変の勃発により、1931年10月末をもって事実上の中止となった。